# MYH9

Idiogramm des menschlichen Chromosom 22. MYH9 befindet sich auf Band q11.2

MYH9 (Myosin, heavy chain 9) ist ein Gen, welches sich beim Menschen auf Chromosom 22 Genlocus q11.2 befindet.

## Mit MYH9 assoziierte Syndrome und Anomalien
Punktmutationen auf MYH9 sind für vier sehr seltene autosomal-dominante Erbkrankheiten verantwortlich:
- May-Hegglin-Anomalie
- Sebastian-Syndrom
- Fechtner-Syndrom
- Epstein-Syndrom

Die May-Hegglin-Anomalie ist von diesen ausgesprochen seltenen Erkrankungen die häufigste Form.
Die vier mit Punktmutationen in MYH9 assoziierten Syndrome unterscheiden sich im Ort der Punktmutation, was wiederum zu unterschiedlichen Symptomen führt:
| Syndrom / Anomalie         | Makrothrombozytopenie | Leukozyten-Einschlüsse | Glomerulonephritis | Hörstörung | Grauer Star |
| -------------------------- | --------------------- | ---------------------- | ------------------ | ---------- | ----------- |
| May-Hegglin-Anomalie (MHA) | +                     | +                      | −                  | −          | −           |
| Sebastian-Syndrom (SBS)    | +                     | +                      | −                  | −          | −           |
| Epstein-Syndrom (EPS)      | +                     | −                      | +                  | +          | −           |
| Fechtner-Syndrom (FTNS)    | +                     | +                      | +                  | +          | +           |

Eine Makrothrombozytopenie ist durch einen Mangel an Thrombozyten (eine sogenannte Thrombozytopenie) und übergroßen Thrombozyten gekennzeichnet.
Insbesondere bei Menschen schwarzafrikanischer Abstammung sind Einzelnukleotid-Polymorphismen von MYH9 assoziiert mit einer ungünstigen Prognose bei Nephrosklerose und fokal segmentaler Glomerulosklerose. Verantwortlich für das erhöhte Risiko ist wahrscheinlich nicht MYH9 selbst, sondern das direkt benachbarte Gen APOL1. Varianten dieses Gens verleihen den Trägern eine Resistenz gegenüber Infektionen mit Trypanosoma brucei rhodesiense und damit einen Selektionsvorteil.
Das Gen APOL1 codiert für das Protein Apolipoprotein L-I (APOL1), das nur beim Menschen und bei Gorillas gefunden wurde. Wenn Trypanosomen APOL1 durch Endozytose aufnehmen, bildet APOL1 in der Membran der Lysosomen Poren, die zu einer Lyse der Parasitenzellen führen. Der Pathomechanismus, über den APOL1 beim Menschen zu Nierenschäden führt, ist bislang noch nicht bekannt.

## Genetik und Aufbau
Das MHY9-Gen codiert für die schwere Kette eines Nicht-Muskel-Myosins Typ IIA (NMMHC-IIA). Dieses Protein wird in einigen Blutzellen, unter anderem in Monozyten und Thrombozyten, in der Hörschnecke (Cochlea) und in den Nieren exprimiert.
Das menschliche MYH9-Gen enthält, wie auch das murine, 41 Exons. Das aus dem MYH9-Gen codierte murine NMMHC-IIA-Protein besteht aus 1960 Aminosäuren und ist zu 98 % mit dem menschlichen identisch.